# Jean-Baptiste de La Curne de Sainte-Palaye
Jean-Baptiste de La Curne de Sainte-Palaye (Auxerre, 16 giugno 1697 – Parigi, 1º marzo 1781) è stato un letterato francese.
Dal 1759 al 1781 si dedicò alla sua più consistente ed importante opera, Memorie sull'antica cavalleria, proseguita poi da altri.